# 永福町站
永福町站（日语：／ Eifukuchō eki */?）是一個位於東京都杉並區永福二丁目，屬於京王電鐵井之頭線的鐵路車站。車站編號是IN09。

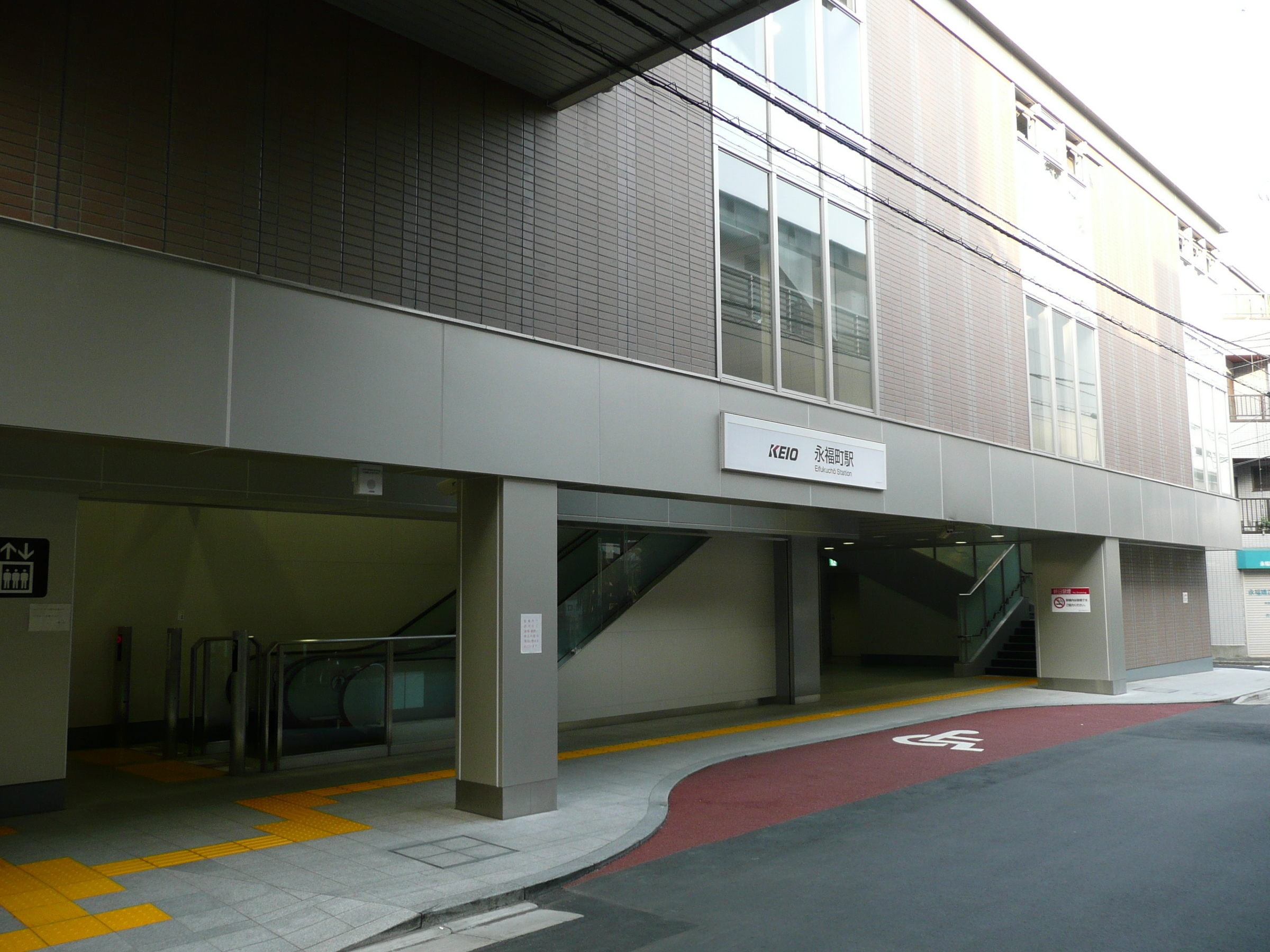
南口（2011年5月）

## 歷史
- 1933年（昭和8年）8月1日 - 開始營運，隸屬於帝都電鐵。
- 1940年（昭和15年）5月1日 - 與小田原急行鐵道合併，成為該公司帝都線的車站。
- 1942年（昭和17年）5月1日 - 小田急電鐵與東京急行電鐵（大東急）合併。
- 1948年（昭和23年）6月1日 - 從東急分離，成立京王帝都電鐵，成為該公司井之頭線的車站。
- 1970年（昭和45年）4月1日 - 永福町檢車段遷移至富士見丘站與久我山站之間，成為富士見丘檢車段與富士見丘工場。
- 1971年（昭和46年）12月15日 - 月台擴建為2面4線。急行列車開始營運。
- 2010年（平成22年）3月21日 - 從2008年開始改建的橋上站房工程中，率先完成南口的開設、電梯設置工程。
- 2011年（平成23年）3月23日 - 跨線式站房完成，車站大樓「京王retnode永福町」開始營業。

## 車站構造

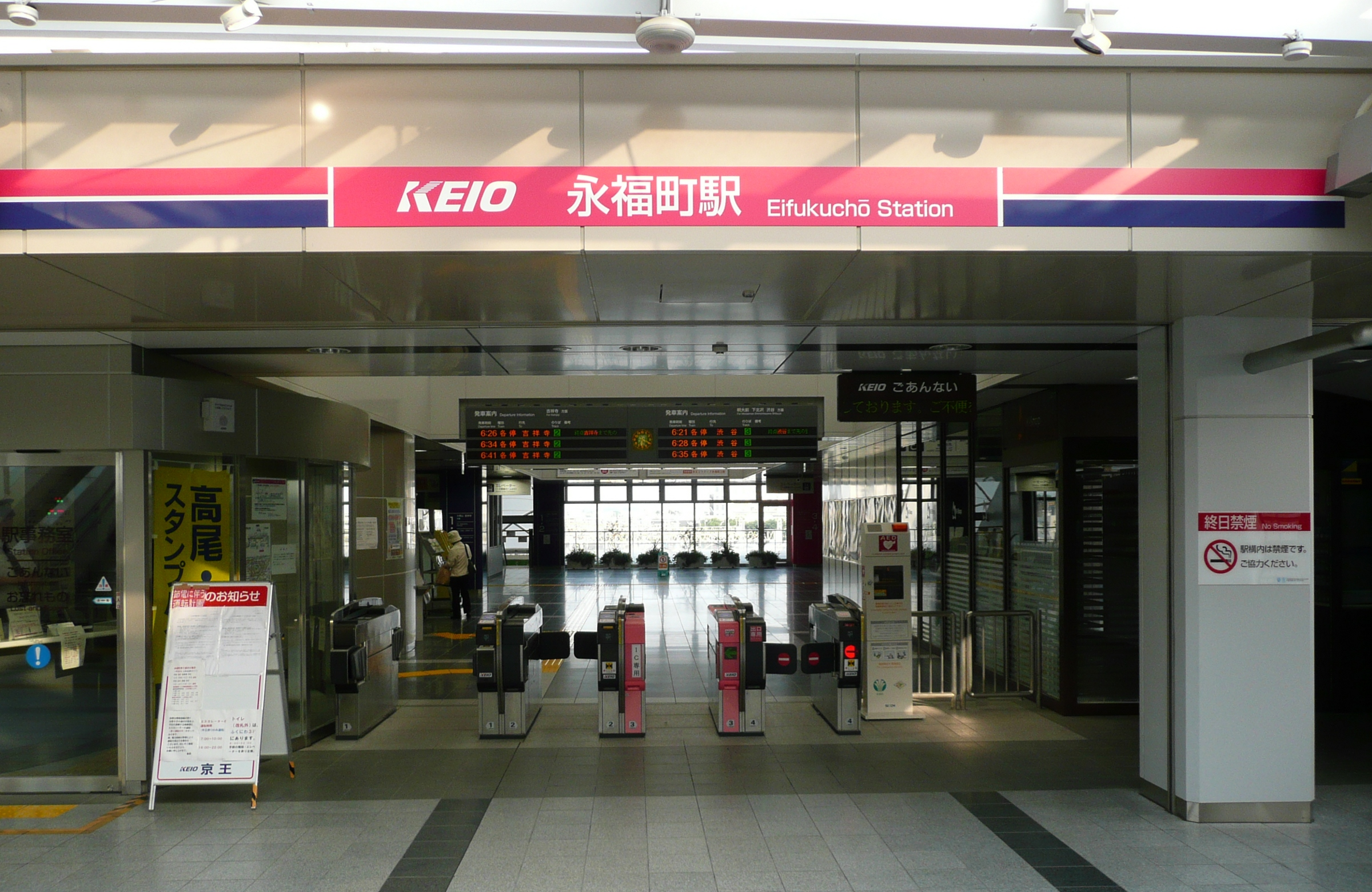
驗票口（2011年5月）

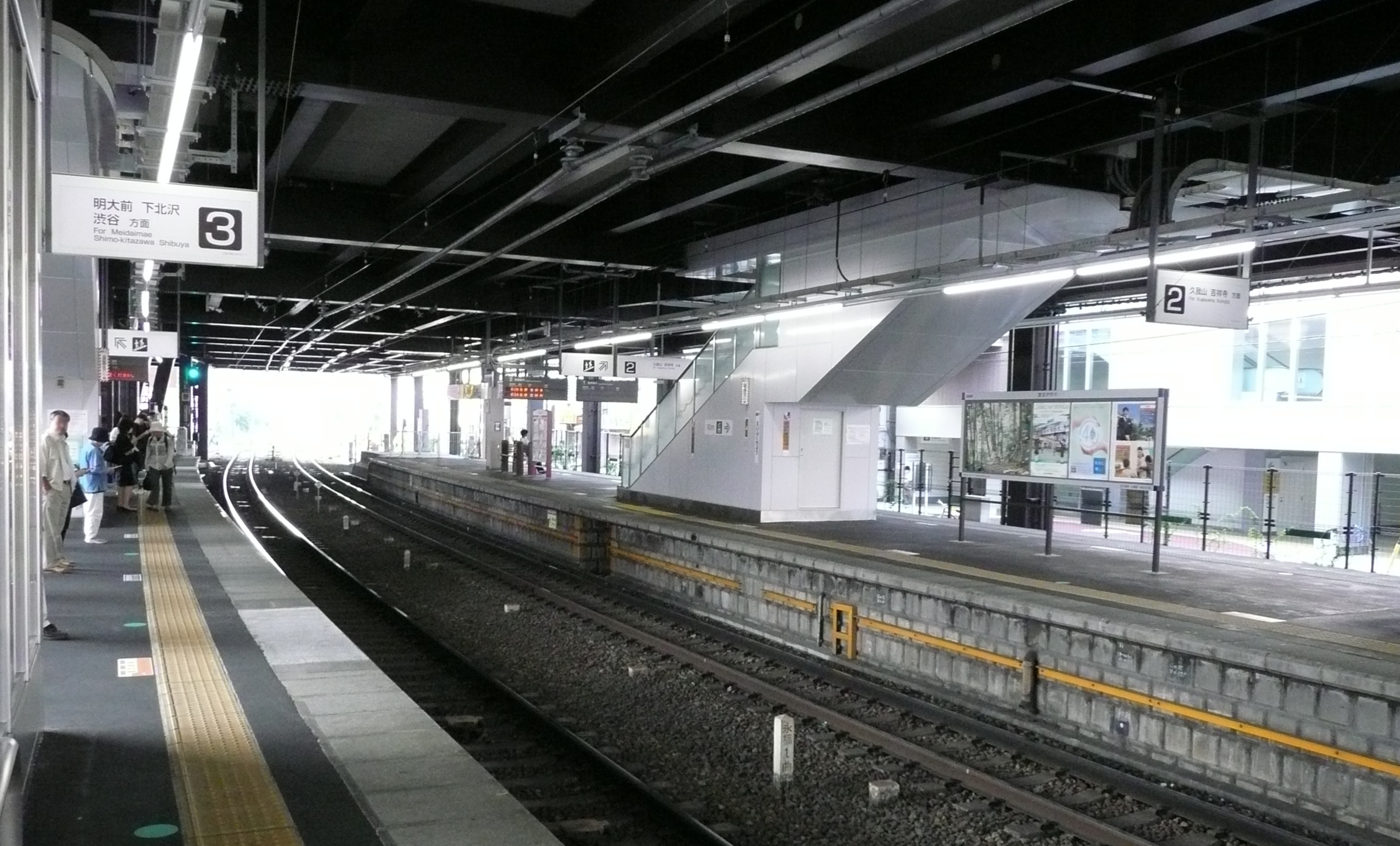
月台（2011年5月）

本站為跨站式站房，配置有2面4線的島式月台。此車站是井之頭線上唯一設有待避線的車站，急行列車與普通列車在此站交會並進行越行作業。
2010年3月21日啟用新建的跨線式站房，替代故有的地下站舍。另外，除原有的北側出入口外，新設了南側出入口。2011年3月23日車站大樓「retnade永福町」開始營業。跨線式站房啓用前，站舍與月台間的聯絡通道位於月台的澀谷端，僅設置樓梯，未符合通用設計的理念。現今出入口、月台之間設置了電梯、電扶梯。車站大廳裡展示與當站有關的名人銅像以及開業當時的照片。

### 月台配置
| 月台 | 路線     | 方向 | 目的地                   |
| ---- | -------- | ---- | ------------------------ |
| 1、2 | 井之頭線 | 下行 | 久我山、吉祥寺方向       |
| 3、4 | 井之頭線 | 上行 | 明大前、下北澤、澀谷方向 |

- 1、4號月台為待避線。是井之頭線車站中唯一有待避線的車站。
- 急行與各停在本站緩急接續，全部急行接續各停。未接續的各停停靠2、3號月台。
- 4號月連直通調車線（引き込み線），可往吉祥寺方向折返。

### 接引軌道
車站的吉祥寺端鐵道旁是京王巴士東永福町營業所，負責管理該公司巴士的營運及進出庫。在這裡同時架設了接引軌道，除了放置了軌道工程、維護用車輛之外，井之頭線的新車輛搬入、淘汰車輛的搬出等作業皆於處進行。

## 使用狀況
2016年度的1日平均上下車人次為32,578人。上下車乘客人數及乘車人數推移如下所記。
| 年度               | 1日平均 上下車人次 | 1日平均 上車人次 | 來源     |
| ------------------ | ------------------ | ---------------- | -------- |
| 1955年（昭和30年） | 13,625             |                  |          |
| 1960年（昭和35年） | 20,176             |                  |          |
| 1965年（昭和40年） | 25,770             |                  |          |
| 1970年（昭和45年） | 29,147             |                  |          |
| 1975年（昭和50年） | 32,024             |                  |          |
| 1980年（昭和55年） | 28,532             |                  |          |
| 1985年（昭和60年） | 28,561             |                  |          |
| 1990年（平成02年） | 28,600             | 14,496           | [ * 1 ]  |
| 1991年（平成03年） |                    | 15,128           | [ * 2 ]  |
| 1992年（平成04年） |                    | 15,038           | [ * 3 ]  |
| 1993年（平成05年） |                    | 14,682           | [ * 4 ]  |
| 1994年（平成06年） |                    | 14,112           | [ * 5 ]  |
| 1995年（平成07年） | 27,112             | 13,667           | [ * 6 ]  |
| 1996年（平成08年） | 26,477             | 13,466           | [ * 7 ]  |
| 1997年（平成09年） | 26,109             | 13,244           | [ * 8 ]  |
| 1998年（平成10年） | 27,705             | 13,828           | [ * 9 ]  |
| 1999年（平成11年） | 28,157             | 14,060           | [ * 10 ] |
| 2000年（平成12年） | 29,228             | 14,438           | [ * 11 ] |
| 2001年（平成13年） | 30,029             | 14,885           | [ * 12 ] |
| 2002年（平成14年） | 29,783             | 14,723           | [ * 13 ] |
| 2003年（平成15年） | 30,187             | 14,781           | [ * 14 ] |
| 2004年（平成16年） | 29,866             | 14,614           | [ * 15 ] |
| 2005年（平成17年） | 29,779             | 14,586           | [ * 16 ] |
| 2006年（平成18年） | 30,127             | 14,740           | [ * 17 ] |
| 2007年（平成19年） | 30,310             | 14,896           | [ * 18 ] |
| 2008年（平成20年） | 29,930             | 14,742           | [ * 19 ] |
| 2009年（平成21年） | 29,736             | 14,669           | [ * 20 ] |
| 2010年（平成22年） | 29,340             | 14,471           | [ * 21 ] |
| 2011年（平成23年） | 29,875             | 14,713           | [ * 22 ] |
| 2012年（平成24年） | 30,532             | 15,049           | [ * 23 ] |
| 2013年（平成25年） | 31,173             | 15,362           | [ * 24 ] |
| 2014年（平成26年） | 31,262             | 15,416           | [ * 25 ] |
| 2015年（平成27年） | 32,299             |                  |          |
| 2016年（平成28年） | 32,578             |                  |          |

## 車站周邊
車站周邊為住宅區。與鐵道交叉的永福通上有許多商店。車站北側為京王Store、杉並區役所永福和泉區民事務所、以及當地很受歡迎的拉麵店「永福町大勝軒」。車站南側是杉並永福郵便局。另外，沿著永福通南下步行30分的距離便可到達下高井戶站。
線路北側有大致平行的的井之頭通，往西永福站方向（吉祥寺側）約400公尺左右可至荒玉水道道路。
與西鄰的西永福站距離約700公尺。

### 巴士路線
「永福町」巴士站：位於車站旁，到發巴士路線如下。
- 京王巴士東、關東巴士
  - 京王・宿33：經由方南町站往新宿站西口
  - 京王・中71：往中野站
  - 京王・永70： 往佼成會聖堂前
  - 京王（無編號路線）：往方南町站（出入庫用，運行量少）
  - 京王／關東・高45：往高圓寺站
  - 京王／關東・新02：往新高圓寺站
  - 京王・鷹64：往久我山站（出入庫用，運行量少）
- 小田急巴士（日语：小田急バス）
  - 宿44：經笹塚站往新宿站西口／往武藏境站南口

## 圖片

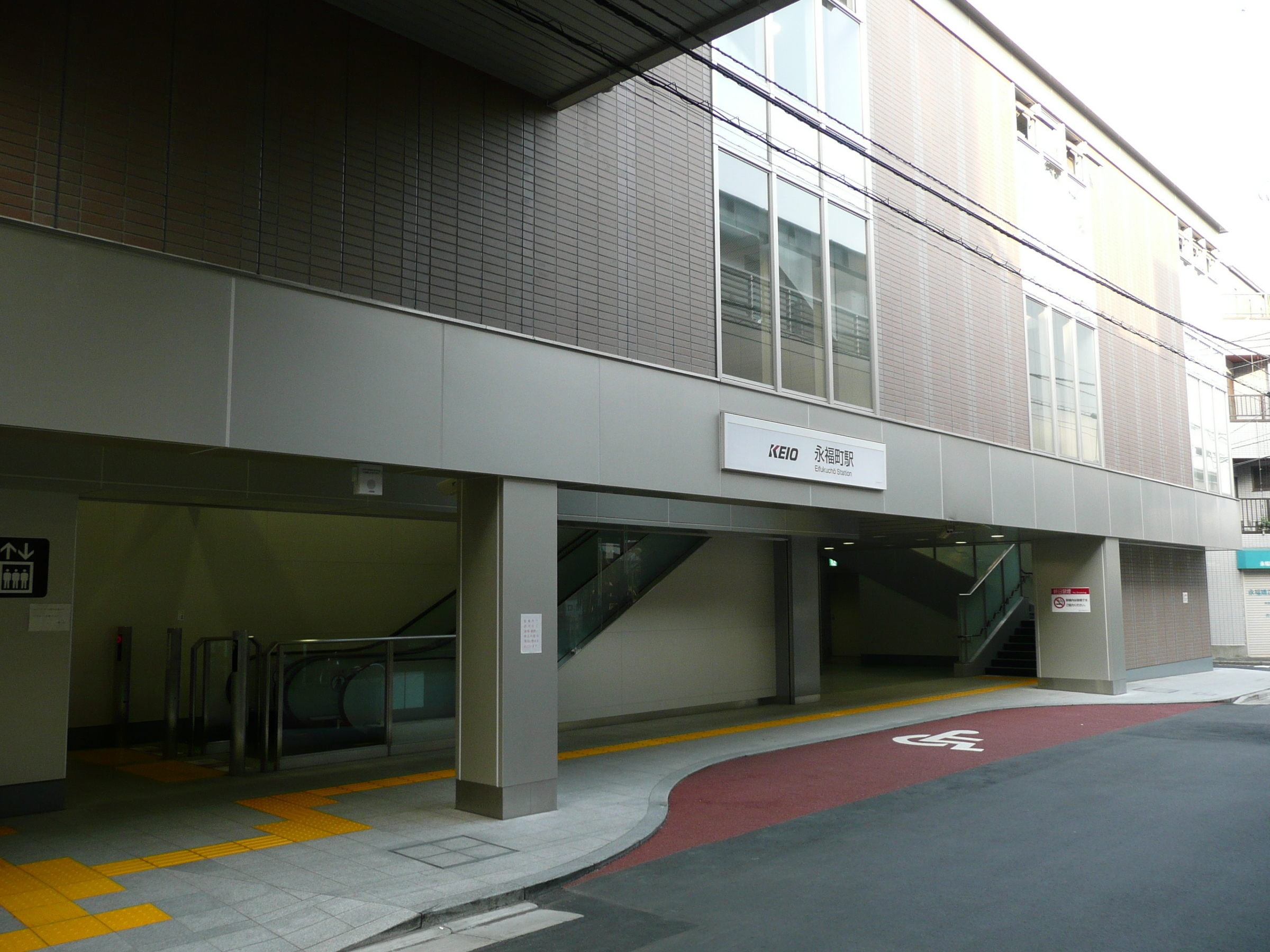
南口（2011年5月21日）
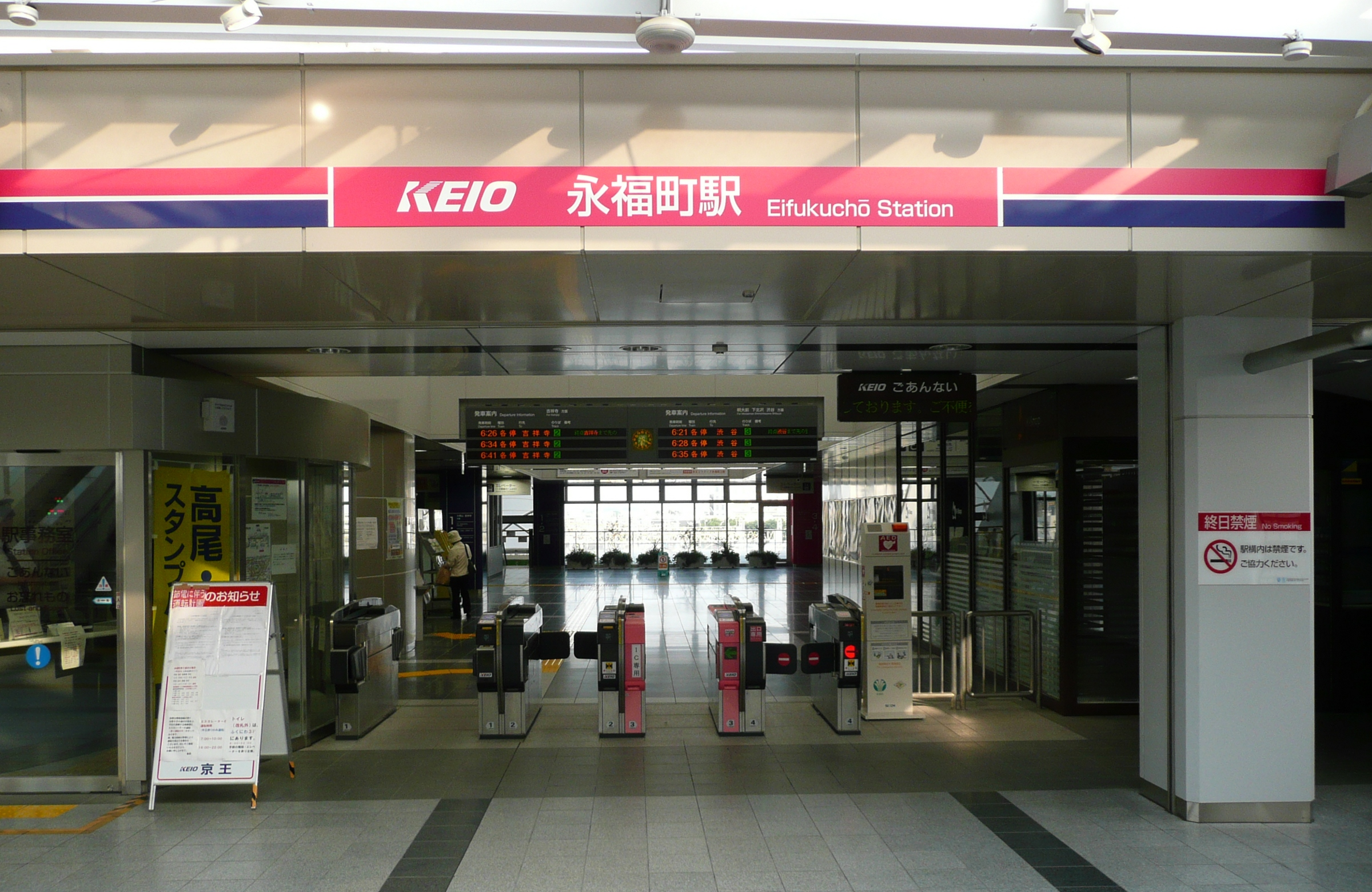
剪票口（2011年5月21日）
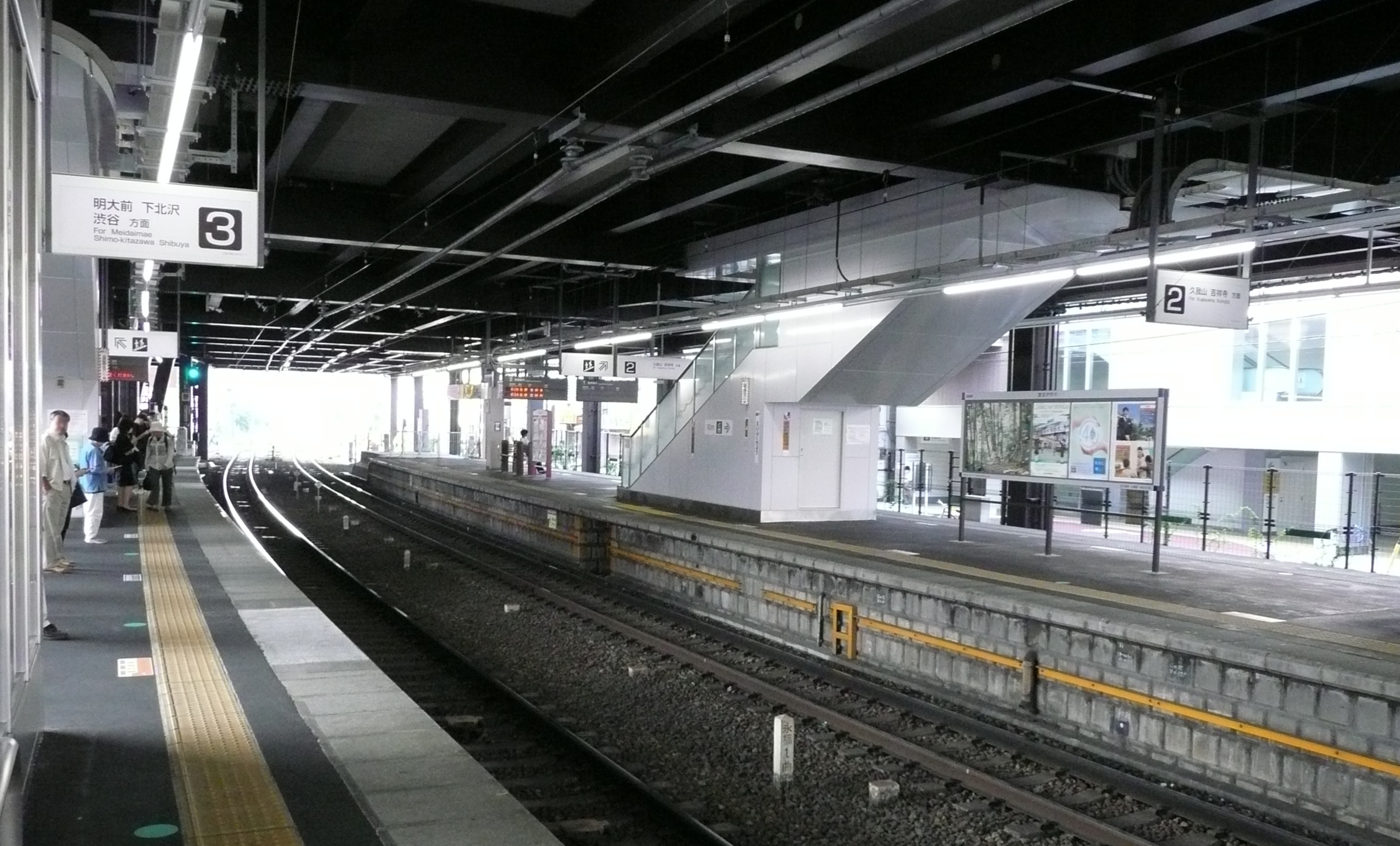
月台（2011年5月21日）
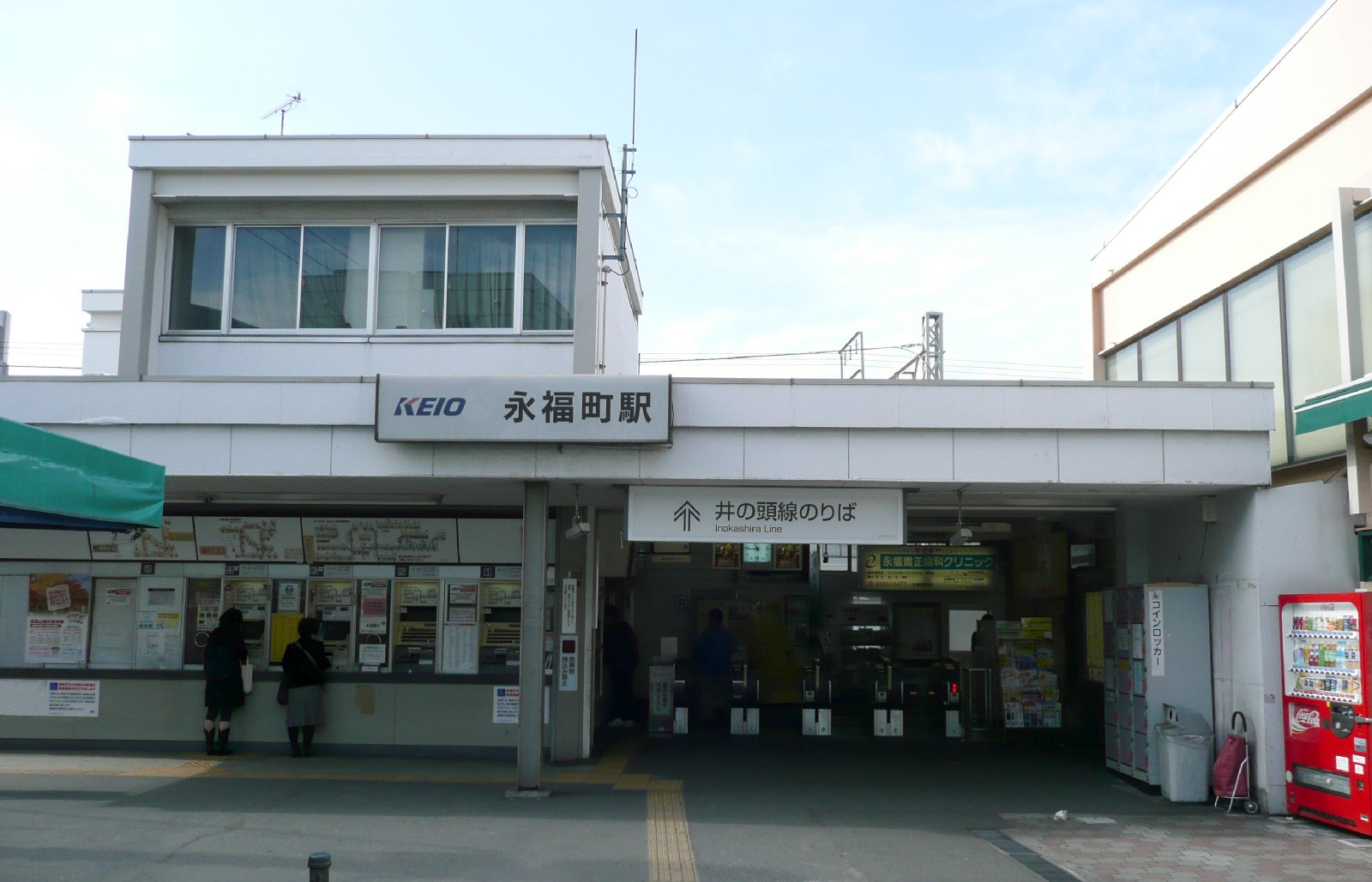
舊站房（2008年10月）

## 相鄰車站
京王電鐵
 井之頭線
■急行
明大前（IN08）－永福町（IN09）－久我山（IN14）
■各站停車
明大前（IN08）－永福町（IN09）－西永福（IN10）

## 關連項目
- 日本鐵路車站列表
- 永福

## 外部連結
- 永福町 - 京王電鐵